# Det Centrale Virksomhedsregister
Det Centrale Virksomhedsregister är ett register över företag i Danmark. Registret sköts av Erhvervsstyrelsen, den danska motsvarigheten till det svenska Bolagsverket. Registret innehåller grunddata om företag som kontaktuppgifter, styrelsemedlemmar och ekonomiska data. Alla företag i registret har ett CVR-nummer, det vill säga ett organisationsnummer.